# Robert Pålman (1897–1981)
Karl Robert Pålman, född 19 april 1897 i Arvika församling, Värmlands län, död 12 oktober 1981 i Örebro Nikolai församling, Örebro län, var en svensk militär och fäktare. Han var far till Robert Pålman.

## Biografi
Pålman avlade studentexamen 1917 och officersexamen 1919. Han blev fänrik i Livregementets grenadjärer sistnämnda år, löjtnant där 1924 och kapten 1934. Pålman genomgick Gymnastiska centralinstitutet 1924, var lärare där 1925–1936 och lärare vid Krigsskolan i gymnastik, vapenföring och idrott 1937–1940. Han blev svensk mästare på florett 1928 och på sabel 1926 och 1928. Pålman befordrades till major vid Västerbottens regemente 1943, till överstelöjtnant vid Norrbottens regemente 1948 och till överste i Sjätte militärområdets reserv 1952. Han blev riddare av Svärdsorden 1940. Pålman vilar på Nikolai kyrkogård i Örebro.